# Eunidia laosensis
Eunidia laosensis är en skalbaggsart som beskrevs av Stefan von Breuning 1964. Eunidia laosensis ingår i släktet Eunidia och familjen långhorningar.
Artens utbredningsområde är Laos. Inga underarter finns listade i Catalogue of Life.